# Quản lý giá trị thu được
Quản lý giá trị thu được (tiếng Anh là Earned value management, viết tắt là EVM) là một kỹ thuật quản lý dự án để đo lường sự tiến triển (tiến trình thực hiện) của dự án một cách khách quan.
Quản lý giá trị thu được có khả năng kết hợp các phép đo về phạm vi, tiến độ và chi phí trong một hệ thống tích hợp duy nhất. Khi áp dụng đúng, việc quản lý giá trị thu được sẽ cung cấp một cảnh báo sớm về những vấn đề thực thi dự án. Ngoài ra, thuật quản lý giá trị thu được hứa hẹn cải thiện việc xác định rõ phạm vi dự án, ngăn chặn sự mất kiểm soát phạm vi dự án (Scope creep), truyền đạt về tiến trình mục tiêu tới các bên liên quan và giữ cho nhóm dự án tập trung vào việc đạt được tiến bộ.
Quản lý giá trị thu được là kỹ thuật kiểm soát sự thực hiện của dự án, kết hợp được cả việc kiểm soát chi phí lẫn kiểm soát tiến độ dự án. Quản lý giá trị thu được chính là kỹ thuật kiểm soát chi phí của dự án, nhưng gắn liền hữu cơ với việc kiểm soát tiến độ thực hiện.

## Giới thiệu về Quản lý giá trị thu được
Những điểm đặc trưng chủ yếu của việc triển khai thực hiện thuật quản lý giá trị thu được bao gồm:
1. Một bản kế hoạch dự án (được lập trước khi khởi công) xác định công việc phải hoàn thành, trong đó bao gồm cả kế hoạch về chi phí thực hiện (tức là bản dự toán) và kế hoạch về thời gian thực hiện (tức là bản tiến độ).
2. Giá trị kinh phí dự kiến (cấp theo kế hoạch dự án) cho một công việc tại thời điểm kiểm soát dự án (còn gọi là thời điểm báo cáo), được gọi là giá trị dự kiến PV (Planned Value) hoặc Dự toán ngân quỹ chi phí cho công việc theo tiến độ BCWS (tiếng Anh là Budgeted Cost of Work Scheduled),
3. Giá trị kinh phí (tức chi phí) theo dự toán (tức là kế hoạch trước khởi công) của phần khối lượng công việc thực tế đã hoàn thành tính tới thời điểm báo cáo (của công việc được theo dõi), gọi là giá trị thu được EV (Earned Value) hoặc Dự toán ngân quỹ chi phí cho công việc đã thực hiện BCWP (tiếng Anh là Budgeted Cost of Work Performed).

Quản lý giá trị thu được, được triển khai thực hiện ở các dự án lớn hoặc phức tạp, còn bao gồm nhiều tính năng hơn, chẳng hạn như các chỉ số và dự báo về chi phí thực hiện CPI (vượt ngân sách (tức là vượt ngân quỹ, đồng nghĩa bị lỗ) hoặc (dưới ngân quỹ, có lãi) trong vòng ngân quỹ) và tiến độ thực hiện SPI (chậm tiến độ hoặc vượt tiến độ (tức là trước thời hạn)). Tuy nhiên, yêu cầu cơ bản nhất của một hệ thống Quản lý giá trị thu được là nó định lượng được tiến trình thực hiện dự án bằng cách sử dụng giá trị dự kiến PV và giá trị thu được EV.

## Theo dõi dự án mà chưa áp dụng kỹ thuật quản lý giá trị thu được
Đây là kỹ thuật theo dõi dự án (Project tracking) theo phương pháp truyền thống, ở đó việc kiểm soát chi phí có vẻ độc lập với việc kiểm soát tiến độ. Ban đầu, phương pháp truyền thống chỉ sử dụng các khái niệm sau:
- Giá trị dự kiến PV hoặc Dự toán ngân quỹ chi cho công việc theo tiến độ BCWS.
- Chi phí thực tế AC (Actual Cost) hay Chi phí thực tế cho công việc đã thực hiện ACWP (tiếng Anh là Actual Cost of Work Performed), là hao phí thực tế phải bỏ ra để hoàn thành phần công việc, đã được thực hiện xong, vào đúng thời điểm báo cáo.
- Chênh lệch chi phí, hay chi phí do lệch kế hoạch CV (Cost Variance). Trong phương pháp kiểm soát chi phí truyền thống, chênh lệch chi phí được quan niệm là hiệu số giữa giá trị kế hoạch và giá trị thực tế (Đây cũng chính là Chênh lệch ngân sách BV (Budget Variance)):

CV1 = BV = PV – AC = BCWS - ACWP
Nếu CV1 > 0 thì tốc độ chi phí cho dự án bị chậm (chậm giải ngân). Phương pháp truyền thống không thể cho biết những phần công việc nào hay những công việc nào thực tế đã được hoàn thành từ lượng kinh phí đã được bỏ ra tính tới thời điểm kiểm soát. Chênh lệch chi phí theo phương pháp truyền thống CV1 chưa kể đến phần chênh lệch giá trị kinh phí do việc thay đổi tiến độ thực hiện so với kế hoạch.

## Theo dõi dự án cùng với kỹ thuật quản lý giá trị thu được

### Giá trị thu được (Earned value, EV)
Giá trị thu được là tổng của các giá trị dự kiến đã được thực hiện xong (hoàn thành), từ khi khởi công dự án đến thời điểm hiện hành (thời điểm theo dõi dự án).
{\displaystyle {\begin{aligned}\mathrm {EV} &=\sum _{\mathrm {KhoiCong} }^{\mathrm {HienHanh} }\mathrm {PV(DaHoanThanh)} \\\end{aligned}}}
Giá trị thu được thực chất là phần chi phí đã được bỏ ra thực sự còn tồn lại trong phần công việc hay tất cả công việc, mà đã được thực hiện xong tính đến thời điểm báo cáo, mà phần chi phí này mới thực sự làm nên giá trị của phần hay toàn bộ công việc đó. Thường, trong xây dựng công trình, hay các dự án có chi phí được xác định theo định mức thì Giá trị thu được EV được tính bằng tích số giữa khối lượng công việc đã thực sự hoàn thành tính tới thời điểm báo, cáo với định mức hao phí nguồn lực (công lao động và nguyên vật liệu) cho từng công việc. 
Ngân quỹ dự kiến tới thời điểm hoàn thành BAC (Budget at completion-BAC): Tổng giá trị dự kiến (PV hoặc BCWS) tính tới thời điểm kết thúc dự án. Nếu một dự án có một Dự phòng phí (Dự trữ quản lý MR-Management Reserve), nó thường được thêm vào Ngân quỹ dự kiến tới thời điểm hoàn thành-BAC.
PV = BAC * % của công việc dự kiến (đạt được theo kế hoạch đến thời điểm theo dõi).
EV = BAC * % của công việc thực tế (đạt được đến thời điểm theo dõi).

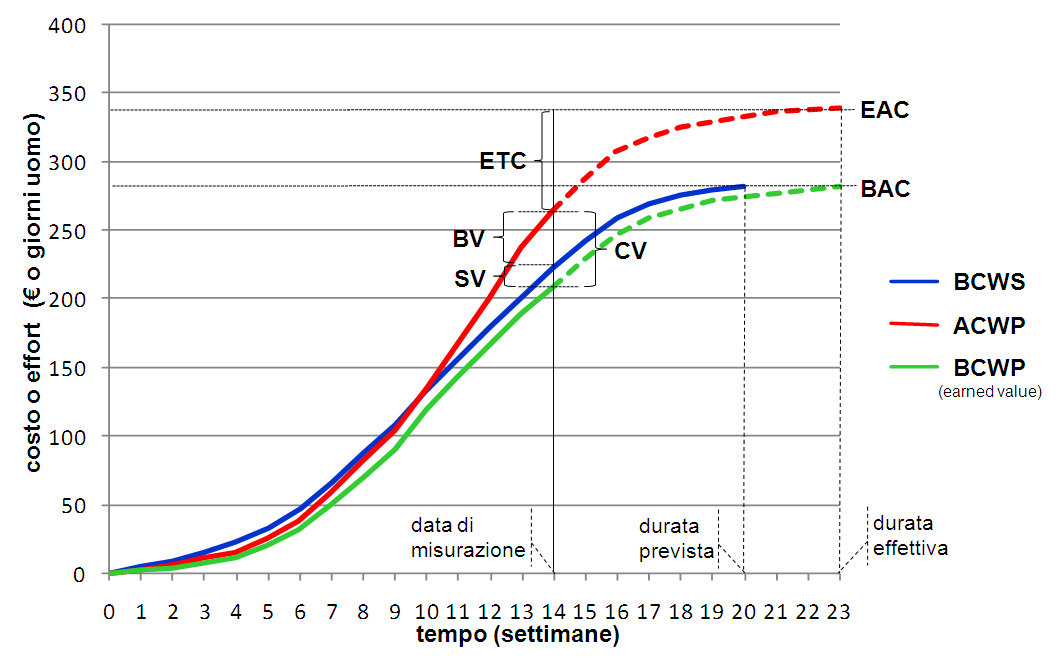
Kỹ thuật quản lý giá trị thu được

Chênh lệch chi phí do thay đổi tiến độ SV (SV-Schedule variance)
SV = EV – PV = BCWP – BCWS, lớn hơn 0 là tốt (trước thời hạn)
Chỉ số tiến độ thực hiện SPI (SPI-Schedule performance index)
SPI = EV/PV = BCWP/BCWS, lớn hơn 1 là tốt (trước thời hạn, tức là vượt tiến độ)
Chêch lệch chi phí CV (Cost variance) (tức là Tổng chi phí do lệch kế hoạch)
CV = EV – AC = BCWP - ACWP, lớn hơn 0 là tốt (trong vòng ngân quỹ)
CV = (EV - PV) + (PV - AC) = SV + CV1 = SV + BV
Chỉ số chi phí thực hiện CPI (Cost Performance Index-CPI)
CPI = EV / AC = BCWP / ACWP, lớn hơn 1 là tốt (trong vòng ngân quỹ) 
CPI < 1 có nghĩa là chi phí hoàn tất công việc cao hơn so với kế hoạch (vượt ngân sách, có hại)
CPI = 1 có nghĩa là chi phí hoàn thành công việc đúng kế hoạch (có lợi)
CPI > 1 có nghĩa là chi phí hoàn tất các công việc ít hơn dự kiến (dưới ngân sách, tốt nhưng đôi khi có hại).
Dự toán tại thời điểm hoàn thành EAC (EAC-Estimate at completion)
Dự toán tại thời điểm hoàn thành là kết quả dự tính lại của nhà quản lý, về tổng chi phí của dự án tính tới thời điểm hoàn thành, vào thời điểm theo dõi (hiện tai).
{\displaystyle {\begin{aligned}EAC=AC+{(BAC-EV) \over CPI}={BAC \over CPI}\end{aligned}}}
Dự toán đến thời điểm hoàn thành ETC (ETC-estimate to complete) là ước tính để hoàn thành dự án, thì cần phải bỏ thêm bao nhiêu chi phí nữa, bắt đầu từ thời điểm theo dõi (tức thời điểm hiện tại) trở đi.
{\displaystyle {\begin{aligned}ETC=EAC-AC\end{aligned}}}